# Michael Dokes
Michael Marshall Dokes (* 10. August 1958 in Akron, Ohio; † 12. August 2012 ebenda) war ein US-amerikanischer Boxer und WBA-Weltmeister. Er trat im Schwergewicht an und war für seinen Angriffsstil bekannt.

## Amateur
1974 boxte er im Halbschwergewicht und wurde bei den Golden Gloves sowie bei den Amateur Athletic Union jeweils Zweiter (bei den Golden Gloves unterlag er im Finale Bobby Stewart und bei den Amateur Athletic Union Leon Spinks). Zudem wurde er Nordamerikanischer Meister. Ab 1975 boxte er im Schwergewicht und gewann die Amateur Athletic Union. Bei den Panamerikanischen Spielen besiegte er in Mexiko-Stadt im Halbfinale Trevor Berbick, verlor im Finale jedoch gegen den kubanischen Schwergewichts-Star Teófilo Stevenson und belegte den zweiten Platz. 1976 gewann er die Golden Gloves (Siege gegen John Tate und Greg Page) und wurde bei den Trials zu den Olympischen Spielen im Halbfinale Dritter, wo er John Tate knapp nach Punkten unterlegen war.
Seine Bilanz war 147-7.

## Profi
Im Oktober 1976 gab er im Alter von 18 Jahren sein Profidebüt.
1979 besiegte er Wendell Bailey (Bilanz 13-0-0) und Jimmy Young, der seine beste Zeit allerdings schon hinter sich hatte. 1980 boxte er zweimal gegen den späteren WBA-Cruisergewichts-Weltmeister Ossie Ocasio. Der erste Kampf ging unentschieden aus, der zweite endete durch TKO in Runde 1 für Dokes. 1981 besiegte er Randall Cobb. 1982 durfte er um den Weltmeistertitel der WBA gegen Mike Weaver boxen. Der Kampf war auf 15 Runden angesetzt. Dokes gewann durch umstrittenen Abbruch in der ersten Runde (für den mancher seinen Promoter Don King verantwortlich machte). Der Rückkampf gegen Weaver fand am 20. Mai 1983 statt. Dieser Kampf war abermals auf 15 Runden angesetzt. Dokes erreichte ein Unentschieden und verteidigte somit seinen Titel. In seiner zweiten Titelverteidigung gegen den Südafrikaner Gerrie Coetzee ging er jedoch 1983 überraschend K. o. und musste den Gürtel wieder abgeben. Im Jahr 1985 boxte er gegen Randall Cobb (den er schon mal besiegt hatte) um den vakanten WBC Continental Americas Title. Dokes besiegte Cobb abermals und sicherte sich somit den Titel. Drei Jahre später sicherte sich Dokes den WBC Continental Americas Title mit einem Technischen Knockout in Runde 7 gegen James Pritchard erneut und verteidigte ihn im selben Jahr gegen Rocky Sekorski über 12 Runden klar nach Punkten (Punktewertung: 112:106, 112:106, 112:107).
Nun stagnierte seine Karriere einige Jahre, auch bedingt durch anhaltende Drogenprobleme, bis er 1989 gegen Evander Holyfield in einem sensationellen Kampf, in dem es um den WBC Continental Americas Title ging, durch TKO in Runde 10 verlor. Nach diesem Kampf hatte Mike Tyson nach eigenem Bekunden das erste Mal Respekt vor Holyfield. Er schlug im selben Jahr u. a. Wesley Watson durch TKO in Runde 3 und Lionel Washington durch TKO in Runde 8. Mit dem Sieg gegen Washington sicherte er sich den vakanten WBA Inter-Continental Title. Diesen Titel verteidigte er im darauffolgenden Jahr gegen Jorge Alfredo Dascola durch TKO in Runde 11.
1990 ging er gegen Donovan Ruddock so schwer K. o., dass mancher um seine Gesundheit bangte. 1992 schlug er u. a. Jesse Ferguson und Jose Ribalta, beide jeweils über 10 Runden nach Punkten. 1993 erhielt er nach Unterschrift bei Don King eine Titelchance gegen den ungeschlagenen WBA- und IBF-Weltmeister Riddick Bowe, verlor jedoch durch K. o.in der ersten Runde. 1997 beendete Dokes schließlich seine Profikarriere.

## Leben
Michael Dokes starb zwei Tage nach seinem 54. Geburtstag an Leberkrebs in Akron.

## Erfolge
Erfolge als Amateur
- National Golden Gloves: Zweiter 1974 im Halbschwergewicht, Sieger 1976 im Schwergewicht
- Amateur Athletic Union: Zweiter 1974 im Halbschwergewicht, Sieger 1975 im Schwergewicht
- Nordamerikanische Meisterschaften: Sieger 1974 im Schwergewicht
- Panamerikanische Spiele: Zweiter 1975 im Schwergewicht
- Trials zu den Olympischen Spielen: Dritter im Schwergewicht 1976
- Bilanz: 147-7

Erfolge als Profi
- 30. Januar 1982 – 10. Dezember 1982: Nordamerikanischer Meister im Schwergewicht (eine Titelverteidigung)
- 10. Dezember 1982 – 23. September 1983: WBA-Weltmeister im Schwergewicht (eine Titelverteidigung)
- 28. April 1988 – 11. März 1989: WBC Continental Americas Champion im Schwergewicht (eine Titelverteidigung)
- 13. November 1989 – 4. April 1990: WBA Inter-Continental Champion im Schwergewicht (eine Titelverteidigung)

- Bilanz: 53-6-2